# Lachnaceae
Lachnaceae es una familia de hongos en el orden Helotiales.